# Hellinsia agraphodactylus
Hellinsia agraphodactylus là một loài bướm đêm trong họ Pterophoridae. Loài bướm đêm này được tìm thấy ở Cộng hòa Dominica.. Con trưởng thành có sải cánh dài 25 mm. Con trưởng thành bay vào tháng 3 trong năm. 